# 東京国際文芸フェスティバル
東京国際文芸フェスティバル（とうきょうこくさいぶんげいふぇすてぃばる、Tokyo International Literary Festival）は、日本財団が主催していた文芸イベント。2016年（第3回）をもって終了した。

## 概要
日本財団が主催し、国内外から作家、詩人、漫画家、装幀家、編集者、翻訳者らが集まり、一般参加者とともにさまざまな交流を通じて文芸の魅力を発信するイベント。2013年から始まり、2014年と2年連続で開催された。2015年は開催を検討中と告知されるも、開催に至らず。2016年は、2年ぶりの開催が決定。盛況のうちに幕を閉じた。。
プログラムは、トークイベント、朗読、絵本の読み聞かせ、ワークショップなどが用意され、大学、美術館、小劇場、書店、カフェ、公園など複数箇所で開催される。一般参加者は事前に申し込みを行うことで参加することができる。第1回では、予約開始から間もなく全プログラムが満席となった。
2016年に開催された第３回文芸フェスでは、事務局主催・共催のイベントに加え、書店や大学、ワインショップなどさまざまな団体が主催するイベントを文芸フェスの「オリジナルイベント」とし、あわせて７０以上の多彩な催しがひらかれた。

## 開催情報

### 第1回（2013年）
日時
- 2013年3月1日 - 3月3日

主な会場
- 早稲田大学、東京大学本郷キャンパス、六本木アカデミーヒルズ、国際文化会館 ほか

主な参加者
- 東浩紀、池澤夏樹、いしいしんじ、市川真人、浦沢直樹、円城塔、小野正嗣、角田光代、辛島デイヴィッド、川上未映子、鴻巣友季子、柴田元幸、管啓次郎、谷川俊太郎、谷原章介、都甲幸治、幅允孝、平野啓一郎、古川日出男、松家仁之、綿矢りさ
- マイケル・エメリック、チップ・キッド、ニコール・クラウス、ジョナサン・サフラン・フォア、ジョン・フリーマン
- ピコ・アイヤー、ジェフ・ダイヤー、デイヴィッド・ピース
- デボラ・トリースマン
- 温又柔
- ジュノ・ディアズ
- J・M・クッツェー

### 第2回（2014年）
日時
- 2014年2月28日 - 3月9日

主な会場
- 紀伊國屋サザンシアター、アカデミーヒルズ、カナダ大使館、駒沢オリンピック公園 ほか

主な参加者
- 青山南、浅田次郎、阿部公彦、市川真人、江國香織、円城塔、奥泉光、小野正嗣、角田光代、辛島デイヴィッド、川上弘美、川上未映子、北方謙三、北村薫、桐野夏生、桜木紫乃、桜庭一樹、柴崎友香、柴田元幸、島田雅彦、管啓次郎、辻村深月、都甲幸治、中島京子、西加奈子、長谷川義史、蜂飼耳、幅允孝、林真理子、原田マハ、平野啓一郎、古川日出男、松家仁之、松田青子、松田奈緒子、道尾秀介、宮部みゆき、本谷有希子、綿矢りさ
- ブライアン・エブンソン、ロバート・キャンベル、ジョン・フリーマン、ジェフリー・ユージェニデス
- ジョン・クラッセン
- ケイト・グリフィン、デイヴィッド・ピース
- デボラ・トリースマン
- ロサ・モンテロ、カルメ・リエラ
- エトガー・ケレット
- キム・ヨンス
- ウティット・ヘーマムーン
- ジュノ・ディアズ

### 第3回（2016年）
日時
- 2016年3月2日 - 3月6日

主な参加者
- 角田光代、川上弘美、川上未映子、桐野夏生、池澤夏樹、沼野充義、柴田元幸、髙樹のぶ子、中島京子、中村文則、西加奈子、小野正嗣、平野啓一郎、古川日出男、上田岳弘、滝口悠生、穂村弘、東浩紀、池上直子、イーガル、石井岳龍、木下昌輝、柴崎友香、田中慎弥、谷原章介、本谷有希子、森山大道、町口覚、藤井光、藤野可織、別所哲也、万城目学、松田青子、村田沙耶香、山崎まどか、二階堂ふみ
- エリザベス・アレグザンダー、イーユン・リー、セス・フリード、スティーヴ・エリクソン、ジョン・フリーマン、ウェイン・ワン、ダンジー・セナ、マーク・カウフマン、ローランド・ケルツ
- カール・オーヴェ・クナウスゴール
- シャマン・ラポガン
- プラープダー・ユン
- ディナ・ザマン
- ジョアンナ・クルス
- ケイト・グレンヴィル
- ホルヘ・ボルピ、ダビ・パブロス